# 战争游戏
战争游戏（英語：Wargame，或稱戰棋遊戲）是一个或多个玩家对一场战役或整个战争进行模拟的一种游戏或军事演习，深深影響後來的軍事與遊戲，甚至連包括即時戰略遊戲。在遊戲上屬於桌上遊戲或是電子遊戲。

## 在遊戲上的類別

### 依執行道具的類別
可以依照使用的道具，分為下列幾類：
- 微縮模型戰棋：利用小模型為棋子在戰場模型進行，屬桌上遊戲的一種，如戰鎚。
- 圖版戰棋：依真實地形地圖並依比例尺繪製用的正六角形正方形的版圖，可算是桌上遊戲分類底下的版圖遊戲。
- 卡片戰棋（英语：Wargame#Card）：依卡片執行，屬桌上遊戲分類底下的卡片遊戲。
- 電腦戰棋（英语：Wargame (video games)）：用電腦執行，可處理計算複雜、或需要如戰爭迷霧的隱藏資訊，屬於電子桌上遊戲。

### 依戰爭範圍等級的類別
可以依照牽涉的廣度，分為下列幾類：
- 战略级：玩家扮演的通常为国家级的领导人，如戰國風雲。
- 战役级：玩家扮演的通常为战区、集团军或军、师一级的统帅，如沙漠之狐。
- 战术级：玩家扮演的通常为连排级的基层指挥员，如戰槌。

## 歷史

### 戰爭遊戲的萌芽
战争游戏的发明人是普鲁士的约翰·冯·莱斯维茨。
1811年，普鲁士的宫廷文职战争顾问冯·莱斯维茨公爵将早期的棋盘形式的战争游戏，改成了沙盘形式。他按照1:2372的比例，用胶泥作出地形模型，用颜色表示水源、道路、村庄等，用小瓷方块代表军队和武器，进行对阵表演。普鲁士国王腓特烈·威廉三世很喜欢这种形式，命名为（德文“战争游戏”），并下令进行比赛表演，专供高级官员和外国贵宾欣赏。1816年，传入了克里姆林宫。此后迅速传遍欧洲，成为上层社会的一种时尚的娱乐活动。
约翰·冯·莱斯维茨是冯·莱斯维茨公爵的儿子，他是普鲁士近卫部队的一名炮兵中尉。在父亲的影响下，他把军事经验和时间概念引入到Kriegsspiel，使之形成了一整套基于严格的数学计算的模拟体系。包括：1幅地图、代表军队的棋子、2个对阵人、1个裁判、1套概率表和1本规则手册。
1816年，约翰·冯·莱斯维茨在斯德丁第二炮兵大队表演了他改进以后的战争游戏，证明它适合用来研究营一级的军事行动。很快它就在军队中获得了很大的支持。1824年，约翰·冯·莱斯维茨在柏林出版了他的规则书《用Kriegsspiel器械进行军事对抗演习的指南》，在欧洲的军界引起了巨大的反响。

### 19世纪时
约翰·冯·莱斯维茨的战争游戏增加了现实性，规则十分复杂，所以又称为严格式军事演习。严格式军事演习虽然对人来说太过复杂，但是在计算机出现以后，这种方式被计算机军事演习和电脑游戏所沿用。
19世纪中叶，许多人试图简化规则，但是都不成功。1876年，普鲁士陆军上校冯·凡尔第终于将它变成了一种自由式军事演习。自由式军事演习不需要复杂的规则，而是依据裁判的临场裁定。它受到了很大的欢迎。但是却降低了军事演习的检验价值。
1883年美国陆军军官陶顿根据Kriegsspiel设计了一种供业余爱好者玩的战争游戏。第一次世界大战前夕，英国著名作家威尔斯出版了《微型战争》，引起了人们更大的兴趣。此后，关于战争游戏规则的规则书和杂志出版了很多。
1894年，清朝政府曾经派出2名官员参观了美国海军学院的战争游戏推演，但是这次参观并没有把战争游戏带入中国。

### 在军事史的发展

#### 第一次世界大战中的应用
1914年3月，在第一次世界大战爆发前夕，俄军总参谋部在作战室展开了坦能堡战役计划的战争游戏推演。此次推演暴露出了这个战役计划的一些漏洞。但是指挥官对于战争游戏首次在实战中的应用缺乏信任，或者是对战争游戏的掌握不够，这些漏洞并没有得到重视。与此同时，德国人也用战争游戏对此进行了推演，并将发现的漏洞及时弥补了。战役的结果证实了战争游戏的推演，俄国人输掉了这场战役，并且战争游戏也随之在俄国遭到了夭亡。但是战争游戏也随着这场战役得到了世界的广泛注意。

#### 第二次世界大战中的应用
战争游戏在坦能堡战役上的突出表现，使德国人长期处于战争游戏应用的领先地位。在第二次世界大战中，战争游戏检验已经成为德军制定作战计划的一个正规程序。突破马奇诺防线的西方战役、入侵英国的海狮计划、进攻苏联的巴巴羅薩行動等都经过了战争游戏的检验，其结局也基本与战争游戏的结果相吻合。
日本也很重视战争游戏的应用。1940年，日本专门建立了运用战争游戏的“总体战研究所”。日本偷袭珍珠港、夺取中途岛和西阿留申群岛的计划、夺取斐济和新喀里多尼亚的计划、空袭澳大利亚南部和攻占约翰森群岛及夏威夷的计划、夺取锡兰、歼灭英国远东舰队等计划都在战争游戏中得到了检验。其中只有中途岛战役的战争游戏没有成功。
英国人在二战中也是应用战争游戏的高手。蒙哥马利在对付隆美尔的德军非洲军团时，经常用战争游戏帮助制定作战计划。
美国是战争游戏的集大成者。现代世界著名的战争游戏研究机构和企业大部分都集中在美国。1916年，美国成立了海军研究实验室。这是美国最早运用战争游戏研究军队装备和战术的机构。1929年更名为美国海军军械研究所。1942年3月1日成立了运筹学组。珍珠港事件后，该研究小组运用战争游戏研究对付日本水雷的战术技术并且取得了很好的成果。

### 在遊戲史的发展
1883年，美国陆军军官陶顿根据Kriegsspiel设计了一种供业余爱好者玩的战争游戏，对当时美国的孩子和军事爱好者产生了很大的吸引力，這種發展為遊戲用途的戰棋。

#### 微縮模型戰棋
1913年，小說家赫伯特·喬治·威爾斯出版了《微型战争》（Little Wars），向业余爱好者介绍使用小模型玩战争游戏的规则，引起了人们更大的兴趣。
微縮模型通常使用场景沙盘、金属或塑料比例模型，并配合相应的测量工具和规则系统及判定表来进行戰術等級的戰棋游戏。所以微缩模型战棋没有固定的定制套装，而被称为“系统”。一套规则系统往往可以用于多种比例和品牌的模型，而同一种模型也往往可以用于多套游戏系统。
大部分微缩模型战棋的模型和地形组件需要自己涂色或制作，制作模型本身也是玩家的乐趣之一。微缩模型战棋的题材除了军事历史类外，也包含科幻、奇幻类的题材。

#### 圖版戰棋
从19世纪后半叶到1960年代，战争游戏一直以版圖遊戲形式的戰棋发展和流传。
1953年，美国人罗勃兹（Charles S. Roberts）根据传统战争游戏的模式，设计了一款名叫《戰術》（Tactics）的图版游戏并且取得了成功，在美国业余军事爱好者中产生了很大影响。于是罗勃兹创建了第一个专门为战争游戏业余爱好者设计图版战争游戏的公司——Avalon Hill Company，并且创办了世界上第一本游戏杂志《将军》（The General）。1958年该公司更名为Avalon Hill Game Company，并且成为了该领域的行业领袖。
版圖戰棋的地图大多是按照真实的地形依比例尺绘制，一般采用正六角形地图，个别的海战游戏采用正方形的地图。棋子一般为正方形，用厚纸板制成。印有图形和各种数据代表军队的级别和装备以及其他的参数。图版战争游戏对阵按照轮、阶段、时节进行。其规则非常复杂，说明书通常有10万字左右，有的甚至超过100万字。
在战争游戏裡，运用了大量的数学知识。战争游戏中的一个最显著的概念是指数的概念，以模拟真实战争环境中的各种因素。1964年美国人杜派发明了杜派指数，即分等定值，使战争游戏的指数得到了足够的精确。另外，军事学中的兰彻斯特方程、蒙特卡洛法等也在不同程度上应用于战争游戏。
1966年，《战略与战术》杂志创刊，成为了影响力非常大的战争游戏杂志。1970年，模拟出版有限公司（SPI）成立，成为了影响力非常大的战争游戏公司。

#### 電腦戰棋
1976年，美国人华特·伯莱特用Fortran编程语言在大型计算机上编写了《帝国》（Empire）游戏程序，这是第一款完全照搬版圖戰棋的电脑游戏。1979年，乔尔·比林斯（Joel Billings）创立了战略模拟股份有限公司（SSI），全力将圖版戰棋向苹果电脑上移植，许多规则至今影响着电脑游戏。

## 外部連結
- 漫談桌上戰棋[永久]